# Honda CB 500 Four
La Honda 500 Four è una motocicletta prodotta dalla Honda Motor Co. Ltd. dal 1971 al 1979.
I modelli, tutti caratterizzati da un robusto motore con distribuzione monoalbero di 498 cm³ di cilindrata, sono il k0 (1971), k1 (1972-1973), k2 (1973-1974) e k3, conosciuto semplicemente come "k" (1975-1979).

## Descrizione
Non si tratta precisamente della sorella minore della famosa 750, perché il progetto è completamente nuovo. Considerato il successo della 750, in Honda si decise di non badare a spese, e così la cilindrata minore venne progettata con un occhio di riguardo alla leggerezza ed alla distribuzione dei pesi. Il telaio fu riprogettato soprattutto nella parte superiore e, se manteneva sotto al motore la classica struttura in tubi a culla chiusa (caratteristica delle Four), nel raccordo cannotto-telaio risultava decisamente più semplice e faceva largo uso della lamiera stampata. Quanto al motore, esso manteneva il "marchio" tecnologico che, grazie alla propria potenza unita all’affidabilità, aveva azzerato la concorrenza di allora (soprattutto britannica): quattro cilindri in linea, quattro carburatori, quattro scarichi separati, distribuzione a catena in testa.

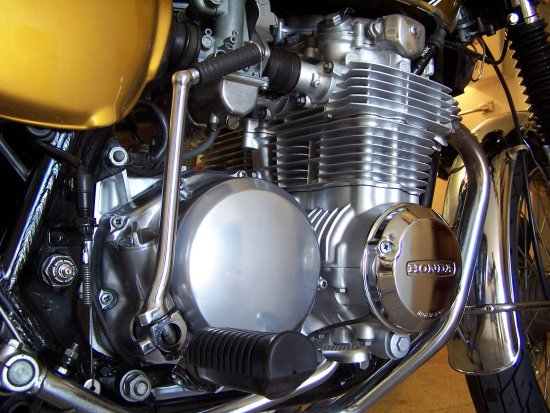
Il motore lato frizione della 500 Four

Rispetto alla 750, però, la 500 aveva il serbatoio dell'olio nella coppa (invece di un serbatoio separato) e il comando della frizione a sinistra del cambio. Il risultato fu un risparmio di più di 35 kg ed una linea frontale molto più agile.
In niente dissimile dalla 750 quanto a finiture, fruibilità e qualità dinamiche, la 500 Four divenne in poco tempo una motocicletta molto ambita (soprattutto dai clienti meno convinti dalla maxi-potenza della 750). Grazie poi al robusto e affidabile motore, con componenti meccaniche decisamente sovradimensionate rispetto ai 50 cavalli "di serie", divenne la moto da battere nelle corse per derivate di serie.

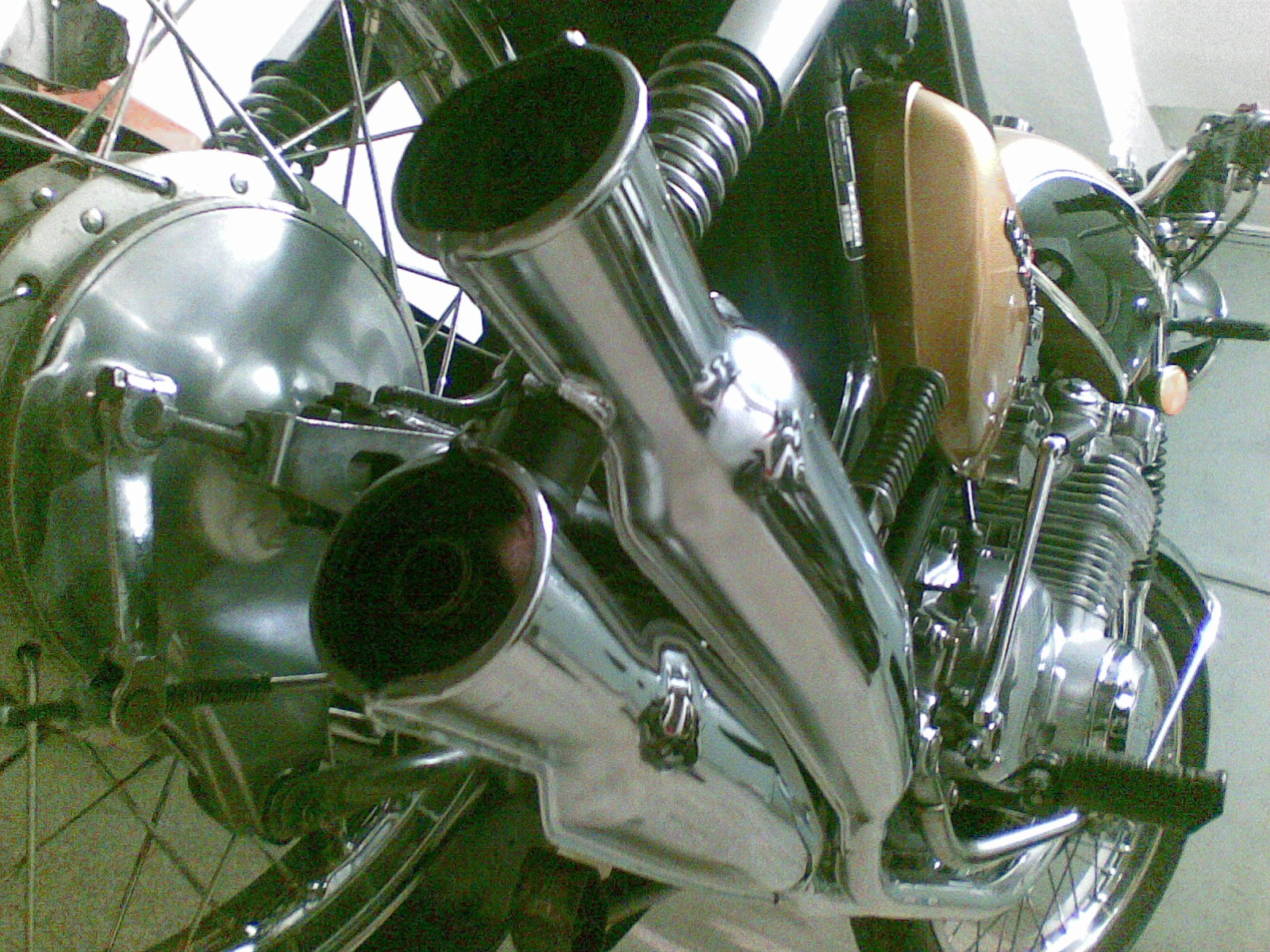
Gli scarichi

La Honda 500 Four non presenta, come tutta la serie Four, alcun difetto meccanico, né patisce alcuno dei problemi tipici delle motociclette degli anni settanta, come i freni scarsi e la tendenza al fading, i trafilaggi d'olio, la scarsa affidabilità elettrica e meccanica.
È da segnalare soltanto, per questo modello, una certa delicatezza del sistema di selettore a forchette del cambio, poiché le stesse presentavano, a volte, usura precoce e anomala in condizioni non ottimali di lubrificazione.
Il dato estetico più significativo e caratteristico della 500 Four, ciò che la distingue dalle altre motociclette della stessa famiglia, sono i 4 scarichi a "tromboncino strozzato", un disegno d'antologia divenuto segno distintivo di questo modello, e mantenuto fino al 1979 (compreso).
A partire da tale anno vennero adottati i più moderni scarichi a tromboncino semplice.